# Lycianthes virgata
Lycianthes virgata là loài thực vật có hoa trong họ Cà. Loài này được (Lam.) Bitter mô tả khoa học đầu tiên năm 1919.